# Сент-Клер Тауншип (округ Вестморленд, Пенсільванія)
Сент-Клер Тауншип (англ. St. Clair Township) — селище (англ. township) в США, в окрузі Вестморленд штату Пенсільванія. Населення — 1340 осіб (2020).

## Демографія
Згідно з переписом 2010 року, у селищі мешкало 1518 осіб у 634 домогосподарствах у складі 446 родин. Було 684 помешкання
Расовий склад населення:
| - 98,3 % — білих - 0,5 % — азіатів - 0,3 % — чорних або афроамериканців - 0,2 % — корінних американців |

До двох чи більше рас належало 0,6 %. Частка іспаномовних становила 1,0 % від усіх жителів.
За віковим діапазоном населення розподілялося таким чином: 21,1 % — особи молодші 18 років, 59,7 % — особи у віці 18—64 років, 19,2 % — особи у віці 65 років та старші. Медіана віку мешканця становила 44,4 року. На 100 осіб жіночої статі у селищі припадало 99,0 чоловіків;  на 100 жінок у віці від 18 років та старших — 96,4 чоловіків також старших 18 років.
Середній дохід на одне домашнє господарство  становив 49 440 доларів США (медіана — 38 889), а середній дохід на одну сім'ю — 58 109 доларів (медіана — 49 423). Медіана доходів становила 48 889 доларів для чоловіків та 26 667 доларів для жінок. За межею бідності перебувало 16,3 % осіб, у тому числі 25,2 % дітей у віці до 18 років та 8,3 % осіб у віці 65 років та старших.
Цивільне працевлаштоване населення становило 626 осіб. Основні галузі зайнятості: освіта, охорона здоров'я та соціальна допомога — 25,7 %, виробництво — 14,5 %, транспорт — 10,7 %, роздрібна торгівля — 9,6 %.